# Lingue della Nuova Georgia
Le lingue della Nuova Georgia costituiscono un raggruppamento della famiglia linguistica delle lingue austronesiane, ramo maleo-polinesiaco orientale, lingue oceaniche occidentali, parlate sull'isola della Nuova Georgia, appartenente alla Provincia Occidentale delle  Isole Salomone.

## Classificazione
Tradizionalmente il gruppo veniva suddiviso in due rami principali occidentale ed orientale, recentemente (2009) l'analisi dell'Austronesian Basic Vocabulary Database pur avendo confermato, sostanzialmente, l'unità genetica delle lingue appartenenti al gruppo ha proposto una diversa sistematizzazione.

### Classificazione secondo Ethnologue (16ª edizione)
Secondo Ethnologue (16ª edizione) le lingue della Nuova Georgia (tra parlate ed estinte) sarebbero 13, così classificate:

(tra parentesi tonde il numero di lingue di ogni gruppo)

[tra parentesi quadre il codice di classificazione internazionale linguistico]
- Orientali (2)
  - Lingua marovo  [mvo]
  - Lingua vangunu  [mpr]
- Occidentali (11)
  - Lingua dororo  [drr] (estinta)
  - Lingua duke  [nke]
  - Lingua ghanongga  [ghn]
  - Lingua guliguli  [gli] (estinta)
  - Lingua hoava  [hoa]
  - Lingua kazukuru  [kzk] (estinta)
  - Lingua kusaghe  [ksg]
  - Lingua lungga  [lga]
  - Lingua roviana  [rug]
  - Lingua simbo  [sbb]
  - Lingua ughele  [uge]

### Classificazione secondo Austronesian Basic Vocabulary Database
Secondo l'analisi del 2008 dell'Austronesian Basic Vocabulary Database la classificazione delle 10 lingue ancora parlate non può seguire l'impostazione tradizionale (Rami occidentale ed orientale), bensì, lo schema riportato qui sotto: ma poiché nel Database sono incluse solo 4 lingue, la struttura complessiva del gruppo resta incerta.
- Lingua simbo
- Lingue Roviana–Marovo
  - Lingua roviana
  - Lingue Hoava–Marovo
    - Lingua marovo
    - Lingua hoava